# Беркетов, Сапарбек Султанович
Сапарбек Султанович Беркетов (род. 16 июня 1933, Илийский район, Алматинская область) — кандидат технических наук (1976 г.), лауреат Государственной премии СССР.

## Биография
Окончил Казахский горно-металлургический институт в 1959 году.
В 1959 году — инженер на комбинате «Майкаинзолото», с 1961 года работает на Павлодарском алюминиевом заводе, директор на Павлодарском химическом заводе в 1977—1988 годах, в 1988-91 годах — директор концерна «Космофарм».
Начиная с 1991 года — директор, президент фирмы «Орлан» (1995 год).
Лауреат Государственной премии СССР (1978 год).